# Георги Лъджев
Георги Иванов Лъджев е български комунистически активист от Южна Македония.

## Биография
Георги Лъджев е роден на 9 юни 1907 година в град Воден, тогава в Османската империя. През 1924 година се преселва със семейството си в Бургас. Негов брат е комунистът Христо Лъджев. Работи като обущарски работник. Участва в дейността на ВМРО (обединена) от 1931 година, но през 1935 година е осъден на 11 месеца затвор по процеса срещу организацията в Бургас. Член на БКП от 1935 година и извършва помощна дейност. След Деветосептемврийския преврат председател на ТПК „Освобождение“ в Бургас.